# NGC 3026
NGC 3026 is een onregelmatig sterrenstelsel in het sterrenbeeld Leeuw. Het hemelobject werd op 22 mei 1886 ontdekt door de Amerikaanse astronoom Lewis A. Swift.

## Synoniemen
- UGC 5279
- IRAS 09480+2847
- MCG 5-23-43
- KARA 377
- ZWG 152.74
- KUG 0948+287
- PGC 28351